# Nurlan Jermekbajew

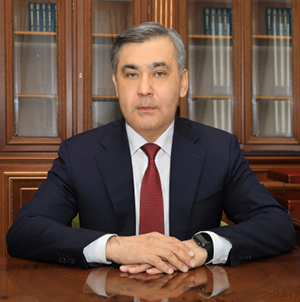
Nurlan Jermekbajew (2018)

Nurlan Bajusaquly Jermekbajew (kasachisch Нұрлан Байұзақұлы Ермекбаев Nūrlan Baiūzaqūly Ermekbaev, russisch Нурлан Байузакович Ермекбаев Nurlan Bajusakowitsch Jermekbajew; * 1. Januar 1963 in Tschimkent, Kasachische SSR, Sowjetunion) ist ein kasachischer Diplomat und Politiker. Seit Januar 2025 ist er Generalsekretär der Shanghaier Organisation für Zusammenarbeit.

## Biografie
Nurlan Jermekbajew wurde 1963 in Tschimkent geboren. 1981 wurde er zum Wehrdienst in die sowjetischen Streitkräfte eingezogen. Er begann ein Studium am Militärischen Institut des Verteidigungsministeriums. Zwischen 1984 und 1985 war er als Militärberater in Angola stationiert. 1986 machte er  einen Abschluss am Militärischen Institut. Anschließend tat er bis 1991 Dienst im Generalstab der Streitkräfte der Sowjetunion.
In den folgenden Jahren war Jermekbajew in der Wirtschaft tätig und war unter anderem in beratender Funktion bei der ATFBank und Leiter des Pekinger Büros der Halyk Bank. 2001 fungierte er erstmals als Berater Botschaft Kasachstans in China, bevor er 2003 als Chargé d’affaires die Republik Kasachstan in Singapur vertrat. Nach zwei Jahren auf diesem Posten kehrte er 2004 nach Kasachstan zurück und leitete dort die Abteilung für Außenpolitik der Präsidialverwaltung. Zusätzlich zu diesem Amt war er 2006 bis 2007 auch Berater des kasachischen Präsidenten Nursultan Nasarbajew. 2007 wurde Jermekbajew zum stellvertretenden Außenminister ernannt. Von 2010 bis 2012 war er Assistent des kasachischen Präsidenten.
Von April 2012 bis November 2014 war Nurlan Jermekbajew außerordentlicher und bevollmächtigter Botschafter Kasachstans in der Volksrepublik China und zusätzlich in Nordkorea und Vietnam. Seit dem 19. November 2014 war er Berater des kasachischen Präsidenten und Sekretär des Sicherheitsrates der Republik Kasachstan. Nach den Anschlägen in Aqtöbe und Almaty wurde das neue Ministerium für religiöse Angelegenheiten und Zivilgesellschaft geschaffen, mit dessen Leitung Nasarbajew am 13. September 2016 Jermekbajew betraute. Am 4. April 2018 wurde er vom Ministerposten entlassen und stattdessen zum Assistenten des Präsidenten Kasachstans sowie zum Sekretär des Sicherheitsrates der Republik Kasachstan ernannt.
Seit dem 7. August 2018 war Jermekbajew Verteidigungsminister Kasachstans. Nachdem es im August 2021 auf einem Armeestützpunkt im Audan Baisaq im Süden des Landes zu einem Brand und infolgedessen zu schweren Explosionen mit mehr als einem Dutzend Todesopfern gekommen war, bot er am 27. August seinen Rücktritt als Verteidigungsminister an. Vier Tage später wurde bekannt, dass Präsident Qassym-Schomart Toqajew sein Rücktrittsangebot angenommen hat und Jermekbajew entlassen wurde.
Im Januar 2023 wurde er zum stellvertretenden Generalsekretär der Shanghaier Organisation für Zusammenarbeit ernannt. Auf einem Gipfeltreffen der Organisation im Juli 2024 wurde er zum neuen Generalsekretär gewählt. Zum 1. Januar 2025 trat er sein Amt an.

## Auszeichnungen
- Orden „Für den Dienst am Vaterland in den Streitkräften der UdSSR“
- Medaille «10 Jahre Verfassung der Republik Kasachstan»
- Orden Kurmet